# Битва при Остроленке (1807)
Битва при Остроленке (фр. Bataille d'Ostrolenka) — сражение, состоявшееся 4 (16) февраля 1807 года у польского города Остроленка, между французскими и русскими войсками во время Войны четвёртой коалиции.
Савари командовал 5-м корпусом на крайнем правом фланге французов, чтобы охранять подступы к Варшаве у Нарева и Буга и прикрывать справа тыл движения наполеоновской армии на север. После того, как 3 февраля французы были выбиты из Острова, Савари получил приказ оставить Брок и отступить к Остроленке, чтобы укрепить свои связи с главной армией. Беннигсен приказал Эссену оттеснить Савари, который в то же время решил перейти в контрнаступление. Эссен с 25 тысячами человек 15-го двинулся к Остроленке по двум берегам Нарева. Савари решил держиваться в Остроленке в обороне и оставил три бригады на «низких холмах за Остроленкой, в окружении батарей на противоположном берегу». На левом, фланге примыкая к реке, встали гренадеры и кавалерия, в центре — дивизия Сюше, на правом фланге — бригада Кампана из дивизии Газана. Утром 16-го Савари предпринял контрнаступление против наступающих русских войск вниз по правому берегу. Он по бродам перешёл реку Схву и охватил фланги отряда Волконского. Катастрофы удалось избежать после появления в тылу Савари войск Эссена.

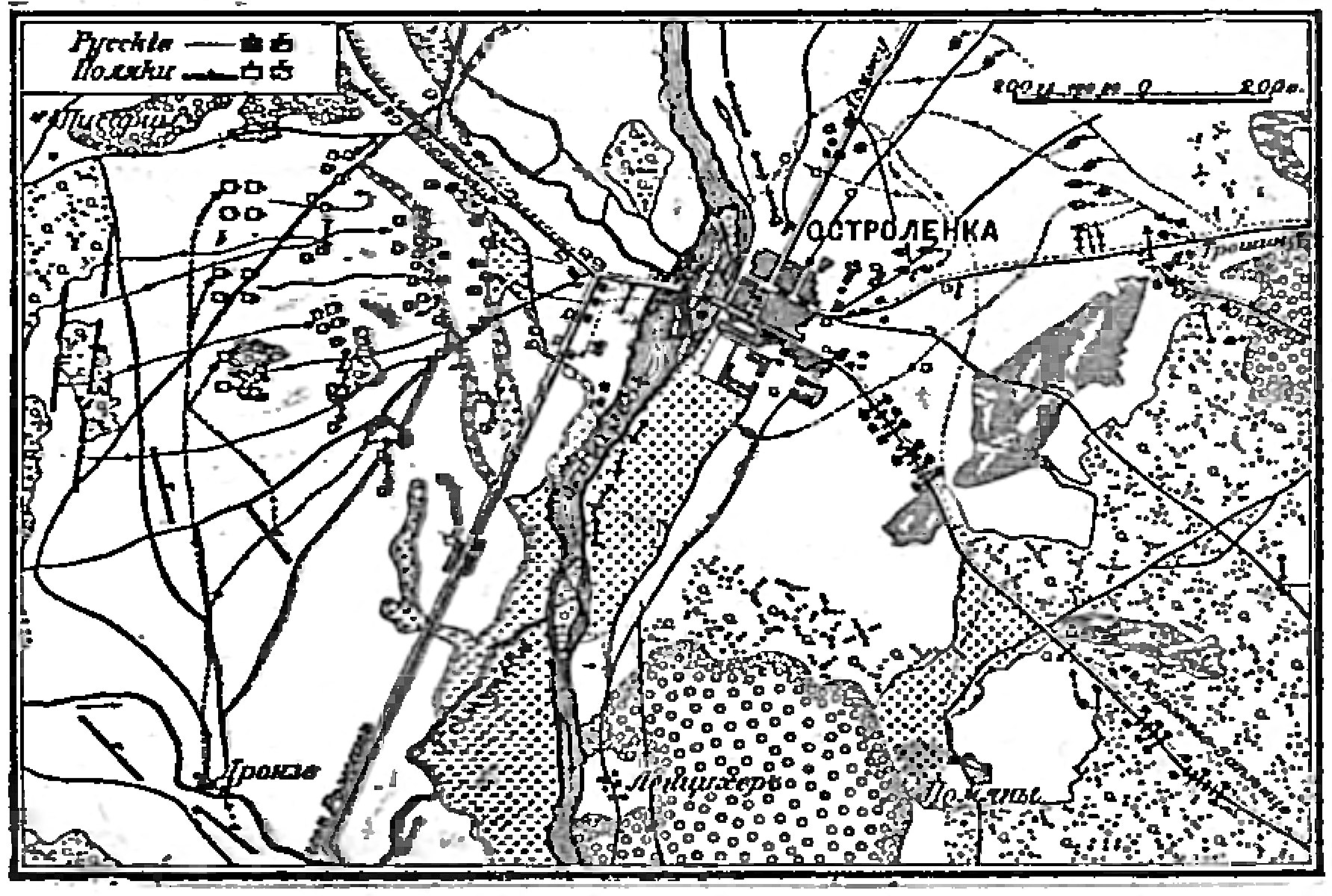
Театр военных действий
(рисунок из статьи «Остроленка»
«Военная энциклопедия Сытина»)

Утром 16 февраля, ещё приближаясь к Остроленке, Эссен узнал о положении дел у Волконского и приказал ему отступать, а сам, стремясь облегчить ситуацию, начал атаки на левом берегу. Он атаковал Остроленку тремя колоннами и несколько раз врывался в него, встретив при этом упорное сопротивление трёх бригад дивизии Сюше и части гренадеров Удино во главе с начальником штаба 5-го армейского корпуса дивизионного генерала Рейем.
С прибывшими к полудню подкреплениями из состава войск Удино Савари контратаковал русских в Остроленке. Удино командовал левыми двумя линиями, в то время как Сюше командовал центром, а Рейль, командуя бригадой дивизии Газана, был справа. Под прикрытием огня всей артиллерией они выбили русские войска из города и отбросили их на песчаные холмы восточнее города.
Преследование продолжилось 17-го силами драгунской бригады Риго и сводным карабинерским эскадроном.
Победа Савари при Остроленке позволила Наполеону осознать, что у русских не было больших сил с этой стороны, и что не надо бояться любой попытки нанести ими удар по его коммуникациям с Варшавой.